# Alex (Haute-Savoie)
Pour les articles homonymes, voir Alex.
Alex [alɛks] est une commune française située dans le département de la Haute-Savoie, en région Auvergne-Rhône-Alpes. 

## Géographie

### Localisation

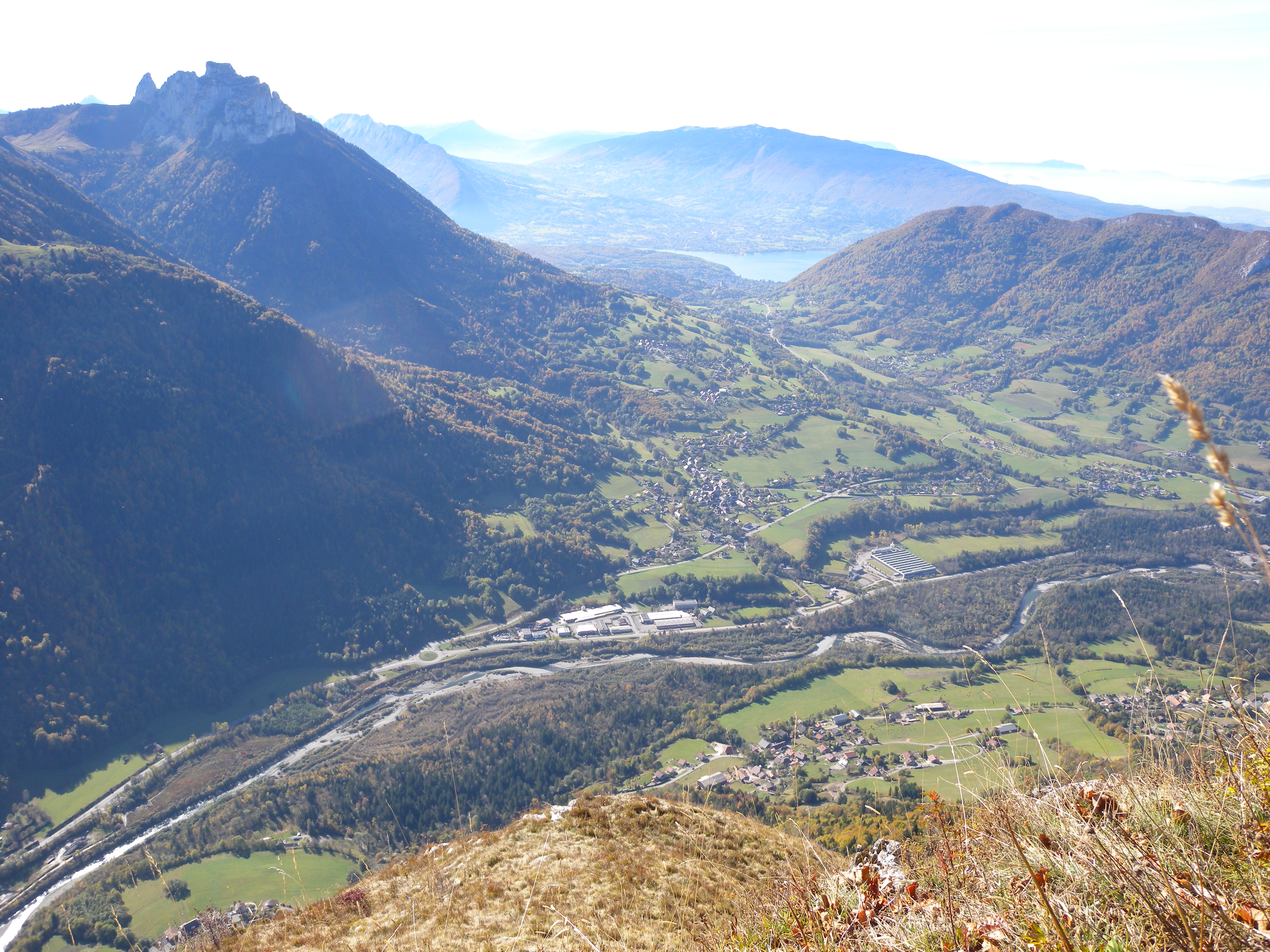
Vue du village depuis le Parmelan avec le lac d'Annecy en arrière-plan.

Alex est un village proche du lac d'Annecy, situé entre Annecy-le-Vieux et Thônes, à proximité du massif des Aravis, plus précisément dans le massif des Bornes au pied des dents de Lanfon et de la dent du Cruet.

### Communes limitrophes

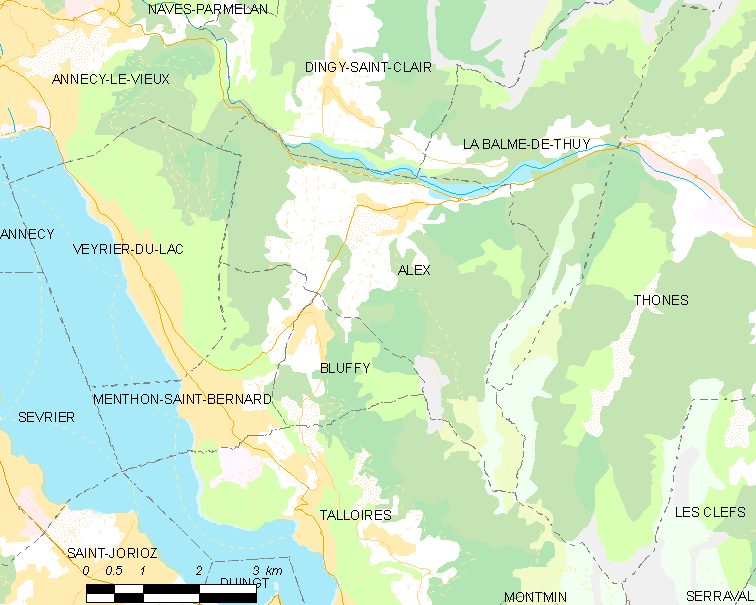
Alex et les communes voisines.

### Climat
La situation d'Alex, d'une altitude médiane de 576 m, se trouve dans un climat continental montagnard caractérisé par une humidité marquée. Les hivers sont plus froids et neigeux que ceux observés dans l'avant-pays, comme à Chambéry ou Annecy, et la saison estivale douce avec parfois des épisodes orageux. Les intersaisons (avril et octobre) sont aussi en moyenne plus humides.

### Voies de communication et transports
La commune d'Alex est desservie par deux routes départementales, la RD16 (Voie des Aravis) et la RD 909.
Ligne de bus Y62/Y63.

## Urbanisme

### Typologie
Au 1er janvier 2024, Alex est catégorisée commune rurale à habitat dispersé, selon la nouvelle grille communale de densité à sept niveaux définie par l'Insee en 2022.
Elle est située hors unité urbaine. Par ailleurs la commune fait partie de l'aire d'attraction d'Annecy, dont elle est une commune de la couronne,. Cette aire, qui regroupe 79 communes, est catégorisée dans les aires de 200 000 à moins de 700 000 habitants,.

### Occupation des sols
L'occupation des sols de la commune, telle qu'elle ressort de la base de données européenne d’occupation biophysique des sols Corine Land Cover (CLC), est marquée par l'importance des forêts et milieux semi-naturels (69,6 % en 2018), une proportion sensiblement équivalente à celle de 1990 (69,7 %). La répartition détaillée en 2018 est la suivante : 
forêts (58,9 %), prairies (17,5 %), zones agricoles hétérogènes (8,2 %), espaces ouverts, sans ou avec peu de végétation (6 %), milieux à végétation arbustive et/ou herbacée (4,7 %), zones urbanisées (2,8 %), eaux continentales (1,9 %).
L'IGN met par ailleurs à disposition un outil en ligne permettant de comparer l’évolution dans le temps de l’occupation des sols de la commune (ou de territoires à des échelles différentes). Plusieurs époques sont accessibles sous forme de cartes ou photos aériennes : la carte de Cassini (XVIIIe siècle), la carte d'état-major (1820-1866) et la période actuelle (1950 à aujourd'hui).

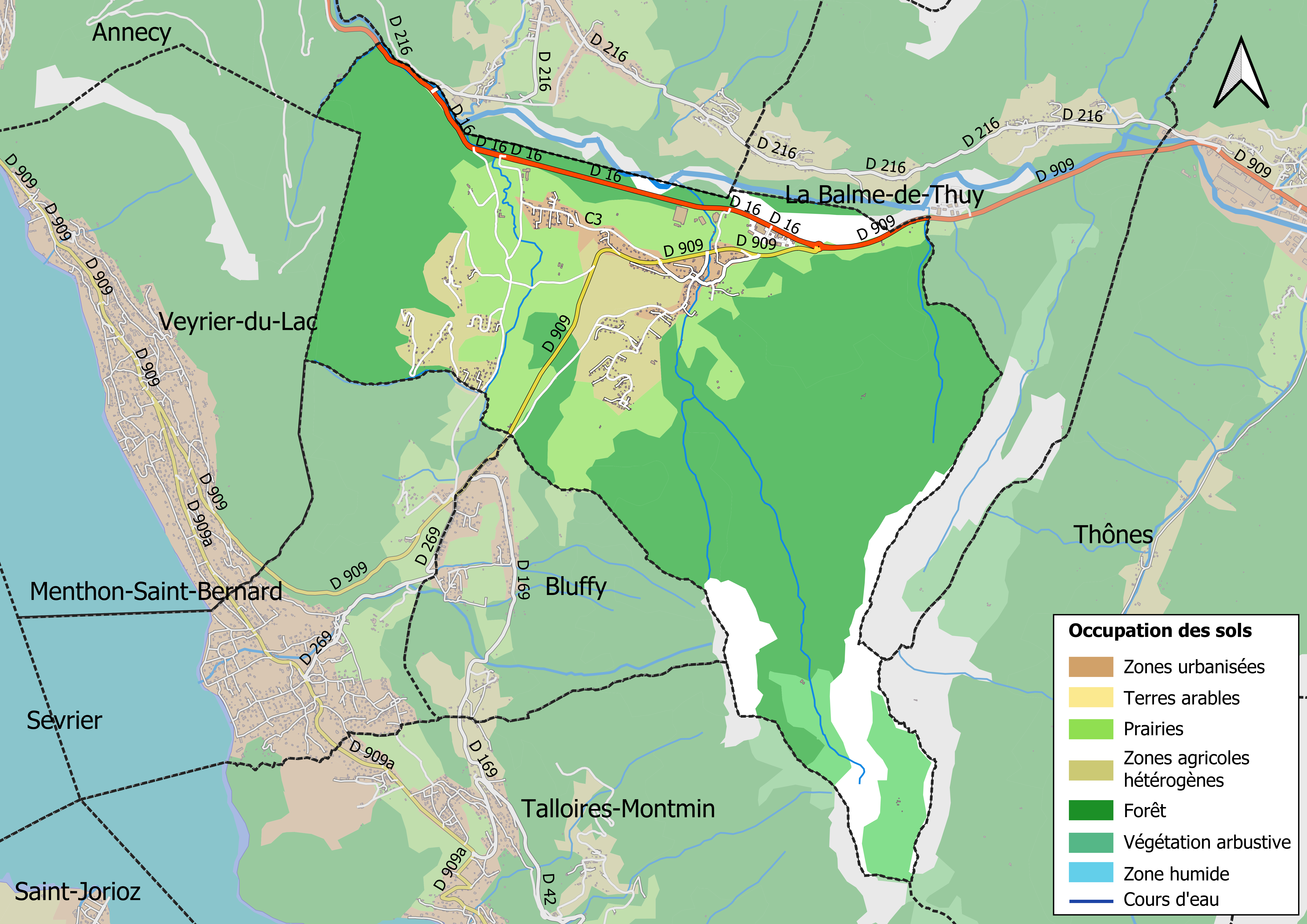
Carte des infrastructures et de l'occupation des sols en 2018 (CLC) de la commune.
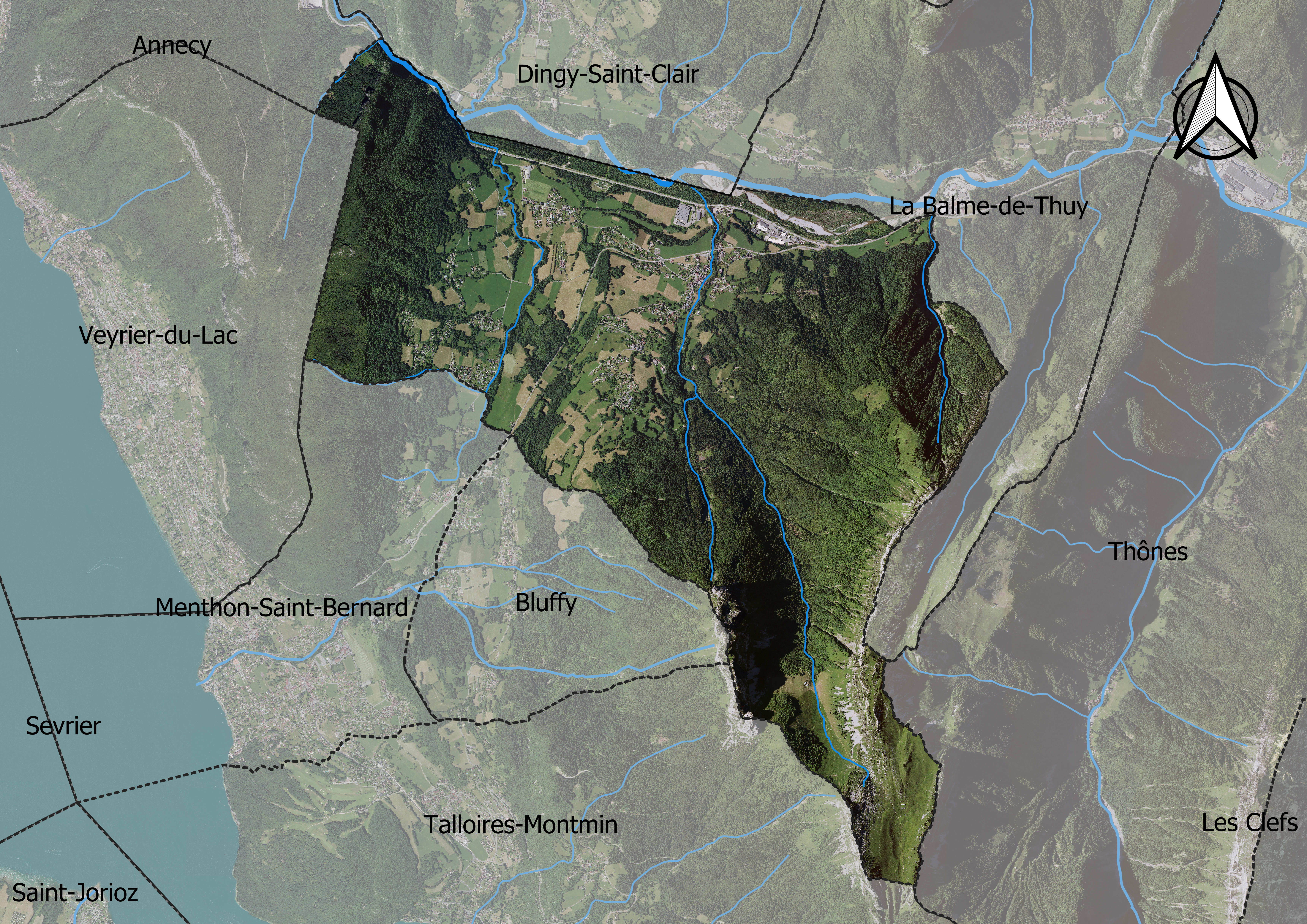
Carte orthophotogrammétrique de la commune.

## Toponymie
Le toponyme Alex semble être celui d'une ancienne villa gallo-romaine Alaia, correspondant probablement à l'ethnonyme Alaius. Il s'agirait du nom d'une tribu mentionnée au Ve siècle.
Le site de la commune indique quant à lui que le toponyme Alaia doit être rapproché du nom de famille seigneuriale, qui possédait le château d'Arenthon ou d'Alex, les Alai. En effet, en 1383, Pierre d'Arenthon épouse Marguerite d'Alaia, donnant naissance aux seigneurs d'Arenthon d'Alex. Ce patronyme s'apparenterait au mot « eau ». Selon les récits locaux, le village serait en partie édifié, dans sa partie basse, à l'emplacement d'un ancien lac glaciaire d'où serait sortie une source d'eau sulfureuse.
Le village est mentionné par « ecclesiam de Alaia » en 1143, « Alaya » en 1145, « Alay » en 1271, puis « Alaxis ». Le Alia mentionné dans le Régeste genevois pourrait également correspondre au village.
En francoprovençal, le nom de la commune s'écrit Alé, selon la graphie de Conflans.

## Histoire
Le territoire se trouve en territoire des Allobroges qui contrôlent l'avant-pays plat, entre le Rhône et les Alpes.
En 1143, apparaît la première mention de la paroisse d'« Alaia » ; elle dépend alors de l'abbaye de Talloires. Au Moyen Âge, pas moins de sept maisons fortes et châteaux sont construits sur le territoire de la commune mais il n'en reste plus qu'un seul.
En 1341, le comte de Genève concède aux seigneurs des Clets la juridiction sur la paroisse ainsi que sur celles du Grand-Bornand et de Manigod.
Les noces de Marguerite d'Alaia (Alex) et de Pierre d'Arenthon, en 1383, marquent la naissance de la famille d'Arenthon d'Alex qui s'éteindra au milieu du XVIIIe siècle.
En 1792, le duché de Savoie est annexé à la France révolutionnaire. En 1793, Alex est l'un des points forts du mouvement contre-révolutionnaire qui éclate au printemps dans la vallée de Thônes. Durant cette période, le Concordat détache le hameau de Charvet de la paroisse pour le donner à la Balme-de-Thuy.
Une verrerie y est créée en 1801. En 1825, elle devient manufacture royale et emploiera plus de 200 ouvriers. Après la réunion en 1860 de la Savoie à la France, la verrerie ferme l'année suivante.[réf. nécessaire]
En 1859, création de l'école de la mairie avec une classe pour les filles et une classe pour les garçons.[réf. nécessaire]
En 1943, le premier maquis armé de la région de Thônes, le maquis de Lanfon est créé à Alex.[réf. nécessaire]
En 1953, agrandissement de l'école de la mairie.[réf. nécessaire]
En 2017, début de la construction de la nouvelle école de la commune en remplacement de l'ancienne école. Ouverture à la rentrée 2019.

## Politique et administration

### Situation administrative
Attachée à l'ancien canton d'Annecy-le-Vieux, la commune appartient depuis le redécoupage cantonal de 2014, au canton de Faverges. Il comporte 27 communes dont La Balme-de-Thuy, Bluffy, Le Bouchet-Mont-Charvin, Chevaline, Les Clefs, La Clusaz, Cons-Sainte-Colombe, Dingy-Saint-Clair, Doussard, Entremont, Giez, Le Grand-Bornand, Lathuile, Manigod, Marlens, Menthon-Saint-Bernard, Montmin, Saint-Ferréol, Saint-Jean-de-Sixt, Serraval, Seythenex, Talloires, Thônes, Veyrier-du-Lac, Les Villards-sur-Thônes. La ville de Faverges en est le bureau centralisateur.
Alex est membre de la communauté de communes des vallées de Thônes qui compte douze communes au 1er janvier 2019.
La commune relève de l'arrondissement d'Annecy et de la deuxième circonscription de la Haute-Savoie.

### Liste des maires
| Période                                  | Période  | Identité             | Étiquette | Qualité |
| ---------------------------------------- | -------- | -------------------- | --------- | ------- |
| 1860                                     | 1866     | François Déléan      |           |         |
| 1866                                     | 1874     | Jean-Pierre Deniger  |           |         |
| 1874                                     | 1884     | Eugène Barrucand     |           |         |
| 1884                                     | 1892     | Benjamin Brunet      |           |         |
| 1892                                     | 1900     | Joseph Déléan        |           |         |
| 1900                                     | 1903     | Claude Mattelon      |           |         |
| 1903                                     | 1904     | François Peguet      |           |         |
| 1904                                     | 1908     | Eugène Barrucand     |           |         |
| 1908                                     | 1919     | Jean-Louis Lathuille |           |         |
| 1919                                     | 1925     | Jean-Claude Mattelon |           |         |
| 1925                                     | 1928     | Auguste Tournafol    |           |         |
| 1928                                     | 1944     | François Fontaine    |           |         |
| 1944                                     | 1959     | François Lathuille   |           |         |
| 1959                                     | 1965     | Louis Peguet         |           |         |
| 1965                                     | 1971     | Joseph Bouvard       |           |         |
| 1971                                     | 1983     | Pierre Puget         |           |         |
| 1983                                     | 2001     | Jean-François Macchi |           |         |
| 2001                                     | 2008     | Nathalie Dutreige    |           |         |
| 2008                                     | 2014     | Jean-Claude Dal Gobo |           |         |
| 2014                                     | En cours | Catherine Haueter    |           |         |
| Les données manquantes sont à compléter. |          |                      |           |         |

## Population et société
Ses habitants sont appelés les Alexoises et les Alexois. Le sobriquet en patois des habitants était Facheux de bris (désignant les fabricants de berceaux), au XIXe siècle.

### Démographie
L'évolution du nombre d'habitants est connue à travers les recensements de la population effectués dans la commune depuis 1793. Pour les communes de moins de 10 000 habitants, une enquête de recensement portant sur toute la population est réalisée tous les cinq ans, les populations de référence des années intermédiaires étant quant à elles estimées par interpolation ou extrapolation. Pour la commune, le premier recensement exhaustif entrant dans le cadre du nouveau dispositif a été réalisé en 2008.

En 2022, la commune comptait 1 125 habitants, en évolution de +6,94 % par rapport à 2016 (Haute-Savoie : +6,01 %, France hors Mayotte : +2,11 %).
| 1793 | 1800 | 1806 | 1822 | 1838 | 1848 | 1858 | 1861 | 1866 |
| ---- | ---- | ---- | ---- | ---- | ---- | ---- | ---- | ---- |
| 614  | 648  | 697  | 650  | 790  | 842  | 919  | 803  | 795  |

| 1872 | 1876 | 1881 | 1886 | 1891 | 1896 | 1901 | 1906 | 1911 |
| ---- | ---- | ---- | ---- | ---- | ---- | ---- | ---- | ---- |
| 722  | 613  | 557  | 595  | 569  | 554  | 448  | 470  | 444  |

| 1921 | 1926 | 1931 | 1936 | 1946 | 1954 | 1962 | 1968 | 1975 |
| ---- | ---- | ---- | ---- | ---- | ---- | ---- | ---- | ---- |
| 397  | 364  | 355  | 344  | 294  | 297  | 261  | 246  | 268  |

| 1982 | 1990 | 1999 | 2006 | 2008 | 2013  | 2018  | 2022  | - |
| ---- | ---- | ---- | ---- | ---- | ----- | ----- | ----- | - |
| 429  | 574  | 792  | 930  | 970  | 1 011 | 1 091 | 1 125 | - |

### Enseignement
La commune de Alex est située dans l'académie de Grenoble. En 2022, elle administre une école maternelle et une école élémentaire regroupant 116 élèves.

### Médias

#### Radios et télévisions
La ville est couverte par des antennes locales de radios dont France Bleu Pays de Savoie, ODS radio, Radio Semnoz… Enfin, la chaîne de télévision locale TV8 Mont-Blanc diffuse des émissions sur les pays de Savoie. Régulièrement l'émission La Place du Village expose la vie locale. France 3 et sa station régionale France 3 Alpes, peuvent parfois relater les faits de vie de la commune.

#### Presse et magazines
La presse écrite locale est représentée par des titres comme Le Dauphiné libéré, L'Essor savoyard, Le Messager - édition Genevois, le Courrier Savoyard.

### Cultes
La commune d'Alex appartient à la paroisse Saint-Germain du lac qui regroupe l'ensemble les communes de la rive droite du lac d'Annecy dont Menthon-Saint-Bernard est le centre. Cette paroisse fait partie du doyenné d'Annecy, rattaché au diocèse d'Annecy.
Les Alexois disposent d'un lieu de cultes catholiques : l'église de La Nativité-de-Marie.

## Économie
Au XIXe siècle, le village possède une verrerie d'une centaine d'ouvriers propriété de François Perravex, de Mornex.
Depuis le début des années 1990, l'affineur et producteur de fromages Schmidhauser est installé à Alex où il a construit ses nouvelles caves pouvant contenir jusqu'à 500 tonnes de fromages pour un affinage de sept à neuf semaines. Auparavant l'entreprise familiale utilisait depuis les années 1960 les souterrains du château d'Annecy. À partir de 2001, l'entreprise s'implique dans la production et exploite aussi des unités de production à Massingy, à Saint-Ours et à Trévignin. L'entreprise produit, affine et vend de la tomme de Savoie, de la tome des Bauges, de la raclette de Savoie et plusieurs spécialités maison (chartreux, moelleux, tomme crayeuse).[réf. nécessaire]
Dans les zones artisanales du Vernay et de la Verrerie se trouvent également d'autres entreprises réputées comme Fournier et Injection 74.

### Tourisme
En 2014, la capacité d'accueil du village, estimée par l'organisme Savoie Mont Blanc, est de 1 102 lits touristiques répartis dans 94 structures. Les hébergements se répartissent comme suit : 42 meublés, un centre ou village de vacances et un refuge ou gîte d'étape.

## Culture locale et patrimoine

### Lieux et monuments
La commune compte un monument répertorié à l'inventaire des monuments historiques, mais aucun lieu répertorié à l'inventaire général du patrimoine culturel. Par ailleurs, elle compte quatre objets répertoriés à l'inventaire des monuments historiques et aucun répertorié à l'inventaire général du patrimoine culturel.

Vues d'Alex
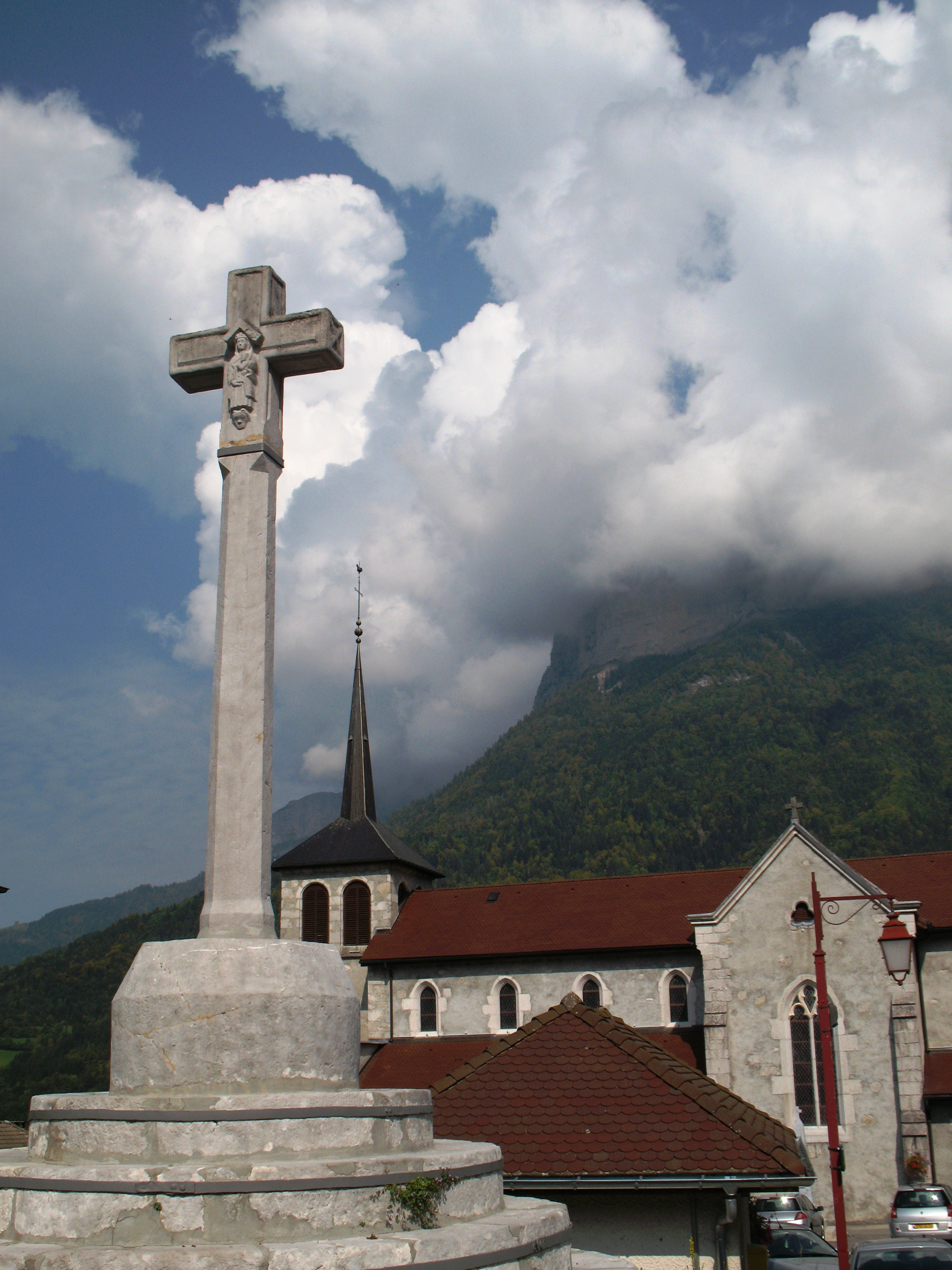
La croix sur la place d'Alex, face à l'église.
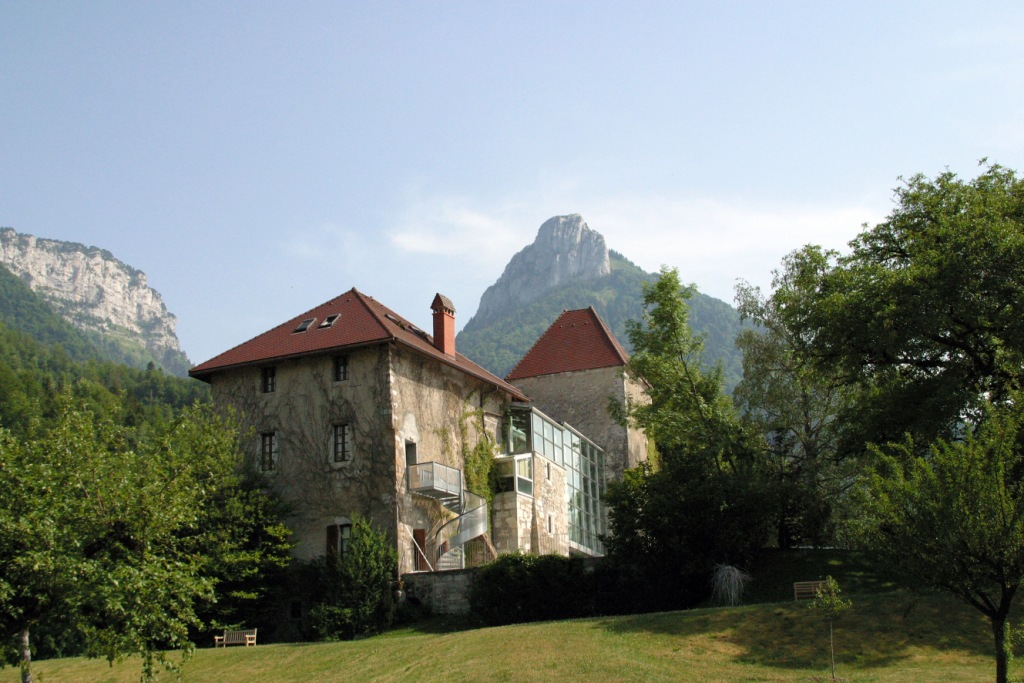
Château d'Arenthon, face aux dents de Lanfon.

- Église de La Nativité-de-Marie, dont l'édifice actuel a été reconstruit dans le style néogothique.
- Croix d'Alex : une croix sculptée en pierre du XVIe siècle se dresse sur la place du village. Elle est classée.

#### Les châteaux
La commune a compté jusqu'à sept châteaux ou maison-fortes sur son territoire :
- le château d'Alex, dit aussi d'Arenthon, près du centre du village. Après l'extinction de la famille d'Arenthon d'Alex au milieu du XVIIIe siècle, le château connaîtra une succession de propriétaires qui lui feront subir d'importantes démolitions. De l'été 2001 au mois de septembre 2013, y était installée la Fondation d'art contemporain Salomon, qui accueillait une galerie d'œuvres contemporaines et des expositions. En 2021, le château a été racheté par 3.2.1 Perform, un centre de performance sportive, et n'est plus accessible au public ;
- le Château-Vert, au hameau Chez Pouget ;
- la maison-forte de Ferrières, possession de la famille de Ferrières, avant de passer à celle d'Arenthon ;
- la maison-forte de Folliet, possession de la famille Folliet ;
- la maison-forte de Bellossiers, possession de l'abbaye de Tamié et albergé à la famille de Coppier ;
- la maison-forte de Vermont, ayant appartenu à la famille de Coyson ;
- la maison-forte de La Loy (ou Lalleé), située au hameau du Frenay, ayant appartenu à la famille de Lalée ou L'Al(l)ée.

### Personnalités liées à la commune
- Jean d'Arenthon d'Alex, né en 1620 au château d'Alex. Il fut prince-évêque de Genève, successeur de saint François de Sales. Il fit construire le grand séminaire d'Annecy.